# محوطه عبداللهی رینه
محوطه عبداللهی رینه مربوط به دوره قاجار است و در شهرستان رضوانشهر، بخش پره سر، روستای رینه واقع شده و این اثر در تاریخ ۲ آبان ۱۳۸۲ با شمارهٔ ثبت ۱۰۵۹۶ به‌عنوان یکی از آثار ملی ایران به ثبت رسیده است.